# Valdštejnovo náměstí
Valdštejnovo náměstí (dříve též Masarykovo náměstí, či Gottwaldovo náměstí) je hlavní náměstí v Jičíně (okres Jičín, Královéhradecký kraj). Má obdélníkový tvar a je orientováno přibližně podle světových stran. Náměstí vévodí renesanční Valdická brána, zámek a barokní chrám sv. Jakuba Staršího. Dále se zde nachází barokní mariánský sloup, kašna se sochou Amfitrité z 19. století, korunovační kašna z roku 1836 a v neposlední řadě renesanční a barokní měšťanské domy. Po celém obvodě náměstí je podloubí. Městské centrum včetně náměstí je městskou památkovou rezervací.

## Vývoj náměstí

### Předhusitská doba
Centrum Jičína se do své dnešní polohy přesunulo během 14. století. Do té doby bylo město přibližně tam, kde dnes stojí ves Staré Místo. Důvodem přestěhování byl patrně nedostatek vody. Na založení města se podíleli němečtí kolonisté, ale ještě během 14. století ztratili Němci převahu v městské radě. Obyvatelstvo bylo vždy většinově české. Přibližně na místě dnešního náměstí stálo nejprve čtvercové, pak lichoběžníkové náměstí s dřevěnými měšťanskými domy. Na náměstí byla nejspíš studna. Poblíž náměstí stál kamenný kostel sv. Jakuba (dnešní sv. Ignác). V blízkosti náměstí byly vztyčeny dřevěné hradby.

### Trčkovská doba

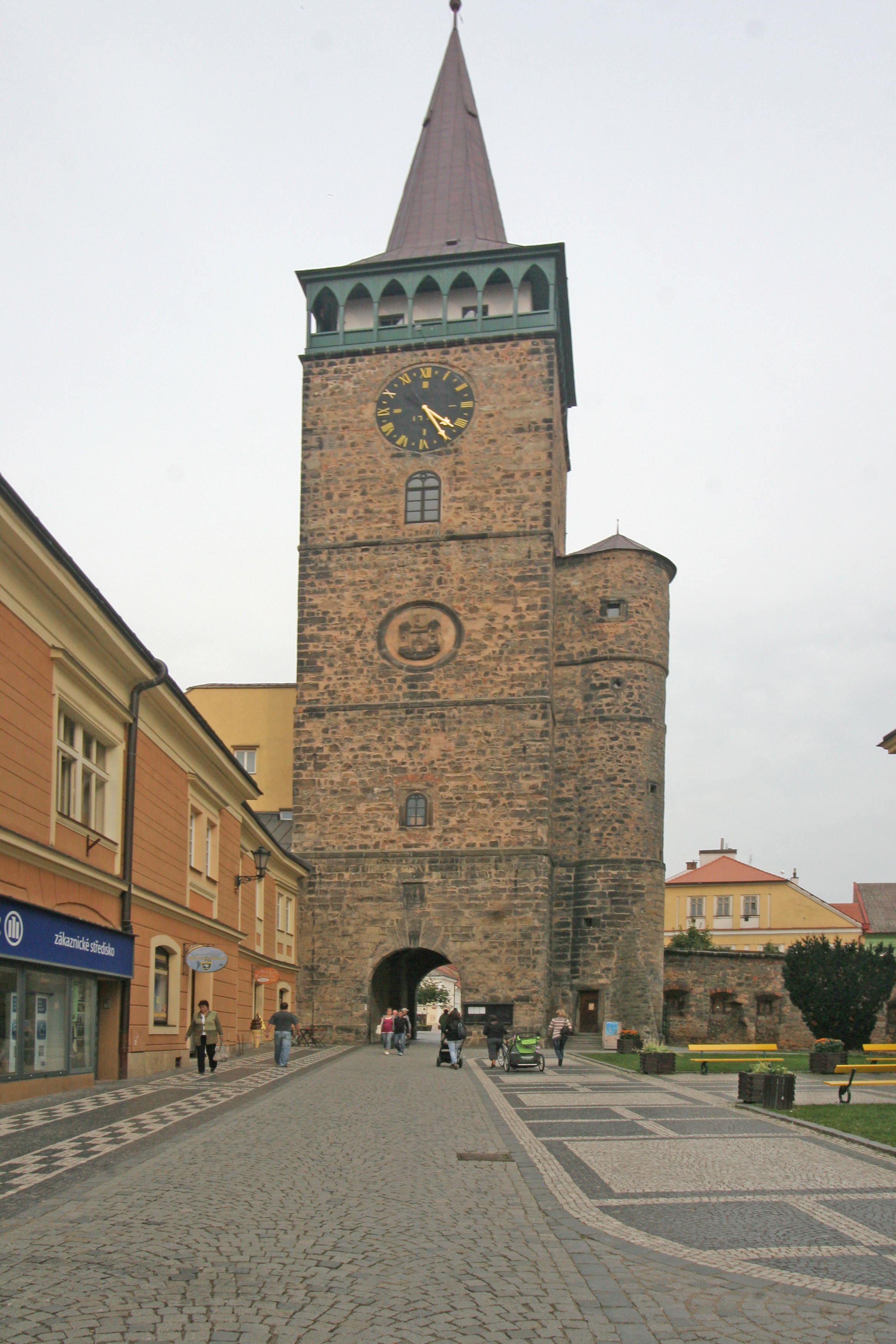
Valdická brána (po rozsáhlých úpravách)

O husitské době na Jičínsku mnoho zpráv nemáme. Víme však, že kolem roku 1450 (když město vlastnili Trčkové z Lípy) už mělo náměstí přibližně dnešní tvar. Opevnění bylo kamenné se třemi bránami. Na severu (v dnešní Palackého ulici) stála Holínská brána s předbraním. Podle historika Petra Uličného byly obě stavby patrové, omítnuté a s jehlanovitou střechou. Na jihozápadě, u křižovatky, které se dnes říká „Na Bahně“, stála velišská věž se sedlovou střechou. Na východě vznikla v letech 1568–1578 na místě prostšího průchodu brána Valdická, též s předbraním. Pouze Valdická brána se dochovala do dnešních dnů, byla však po požáru rekonstruovaná roku 1589. Její současná podoba pochází z 19. století. V místech dnešního chrámu sv. Jakuba stál hřbitovní kostel sv. Jana Evangelisty. Kolem náměstí stály dřevěné měšťanské domy. Měly gotické sklepy, které se leckde dochovaly. V osmdesátých letech 16. století získal Burian Trčka několik parcel na jihovýchodní straně náměstí a zbudoval zde svou rezidenci, základ pro pozdější jičínský zámek; jednalo se o jednopatrovou budovu s čtvercovým arkádovým nádvořím.

### Doba Smiřických

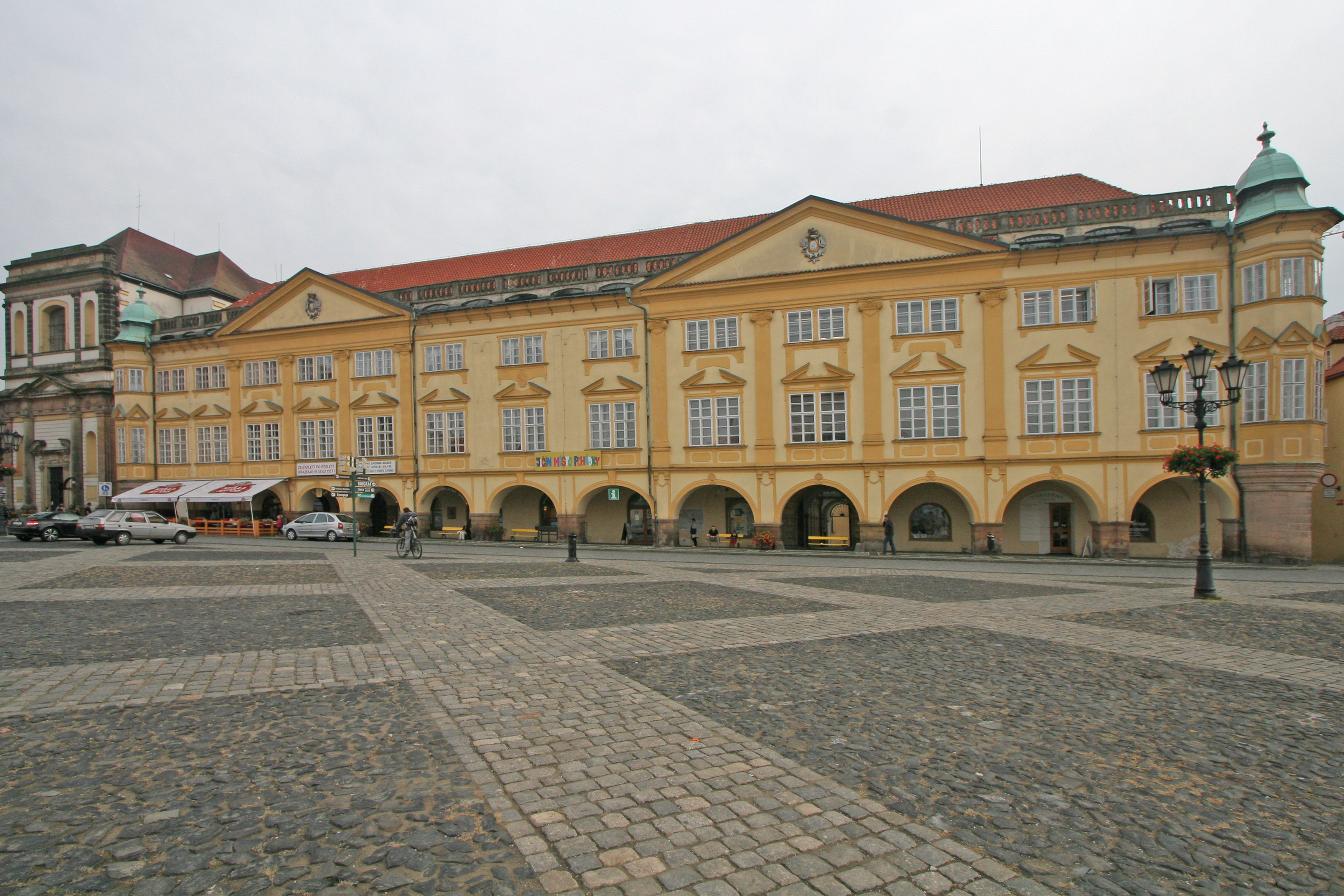
Jičínský zámek (po rozsáhlých barokních a klasicistních úpravách)

Jan Rudolf Trčka prodal roku 1606 Jičín a okolí Jindřichovi Matyášovi Thurnovi. Ten jej připojil ke svému kumburskému panství, a to hned roku 1607 prodal Zikmundovi II. Smiřickému ze Smiřic. Smiřičtí přesunuli svoje sídlo do Jičína. Vlastnili rozsáhlé panství v severních Čechách, rychle však vymírali (patrně vlivem dědičné hemofilie) a roku 1614 už zbyli jenom dva mužští potomci – Albrecht Jan Smiřický a dementní Jindřich Jiří Smiřický. Smiřičtí přestavěli zámek do renezanční podoby. V roce 1620 jej však poškodil výbuch. Smiřičtí již neměli v roce 1618 svéprávného mužského potomka. V zámku se usadil Ota z Vartemberka s manželkou Eliškou Kateřinou Smiřickou. Když v roce 1620 přišla na zámek královská komise, aby jej zabrala, odpálila Eliška sudy se střelným prachem a výbuch zabil přes čtyřicet osob.

### Doba Albrechta zValdštejna

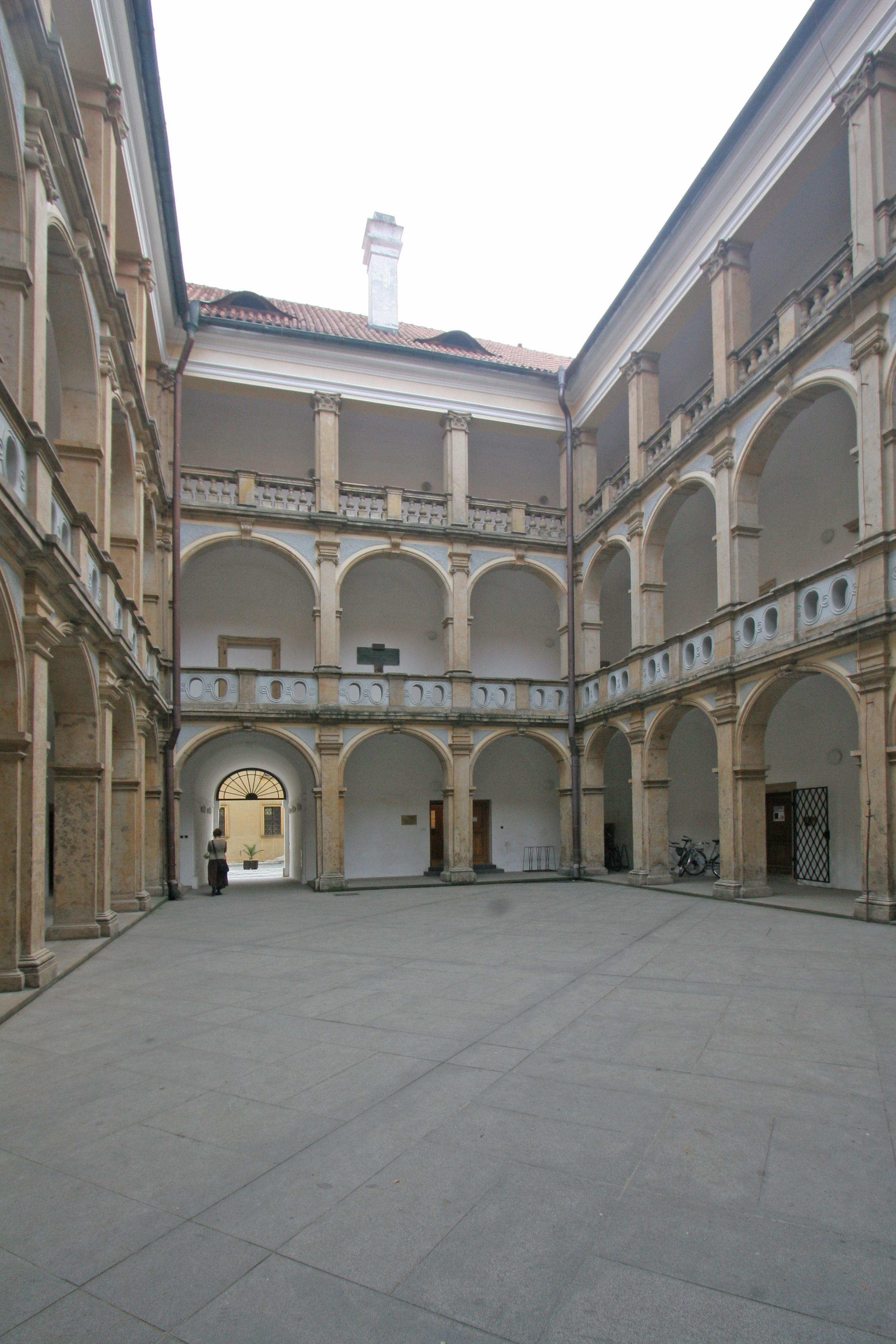
Arkádové nádvoří zámku

Slabomyslného Jindřicha Jiřího se ujal Albrecht z Valdštejna, protože byl spřízněn po matce se Smiřickými. Za Valdštejna se náměstí velmi změnilo. Valdštejn pozval italské architekty, kteří navrhli rozsáhlé změny. Plocha zámku se čtyřikrát zvětšila (do dnešního rozsahu). Tam, kde dřív stával kostel sv. Jana Evangelisty nechal Valdštejn vystavit mohutný chrám sv. Jakuba, který se měl stát centrem Valdštejnova jičínského biskupství. Chrám je také centrem Valdštejnovy duchovní kompozice města. Valdštejnovi poddaní také nechali vystavět dochované měšťanské domy (během Valdštejnovy vlády žili ve městě například Jakub Baševi či Mikuláš Hollar, bratr Václava Hollara).

### Doba Tiefenbachů a Trauttmansdorffů

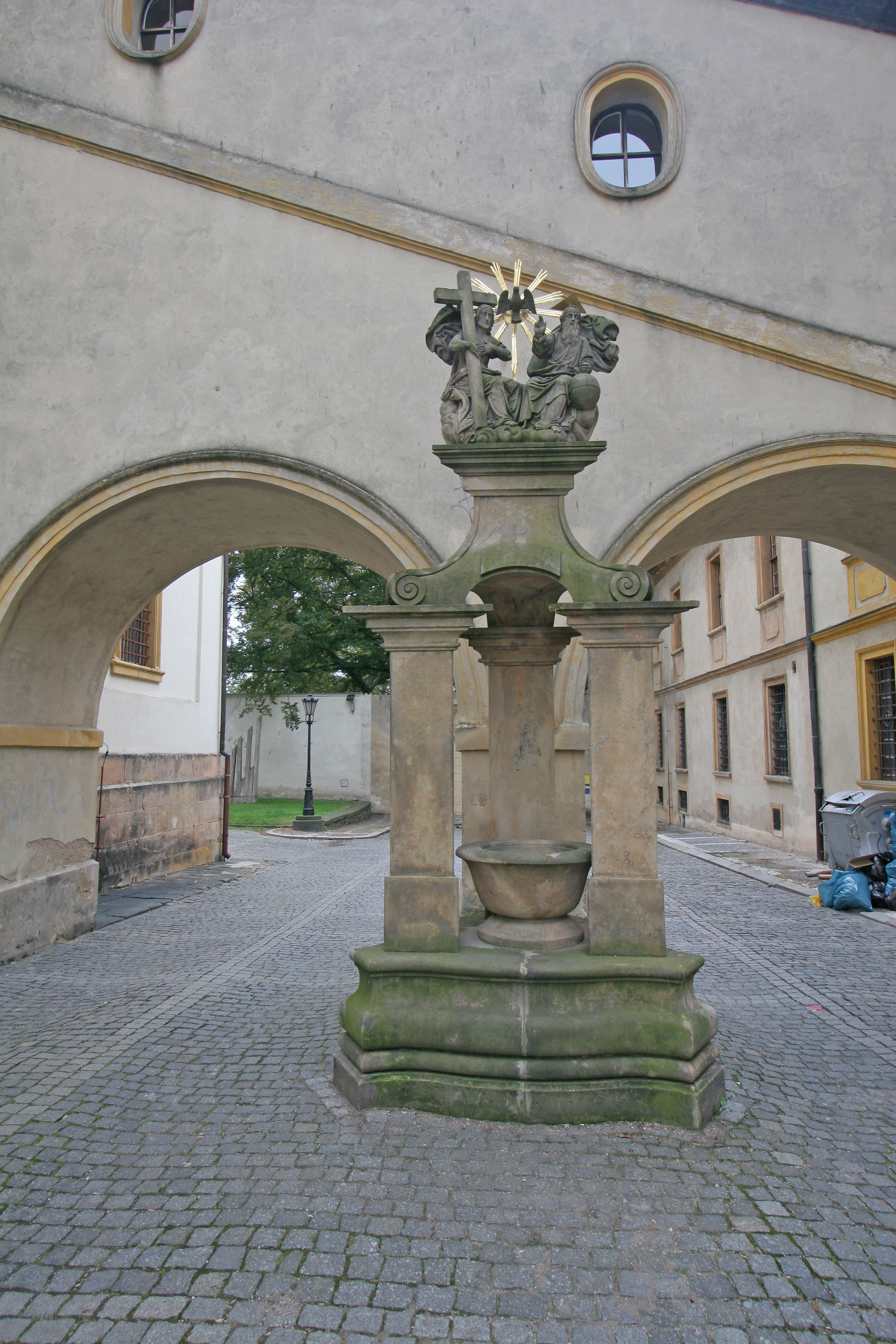
Sousoší Nejsvětější Trojice u krytého schodiště spojujícího zámek s kostelem sv. Jakuba

Po Valdštejnově smrti získali město nejprve Tiefenbachové, kteří jej vlastnili do vymření rodu roku 1676. Po třicetileté válce sice Valdštejnův architekt Nicolò Sebregondi přešel do služeb Tiefenbachů, stavební činnost ve městě byla ale skrovná. V následujících letech město často měnilo majitele. Roku 1710 prodali Šternberkové Jičín Trauttmansdorffům.
Na náměstí se dostavoval zámek. Na přelomu 17. a 18. století byly vytvořeny některé sochy, které ve městě dosud stojí – například (první) socha sv. Floriána stojící poblíž fary, sousoší Nejsvětější Trojice pod průchodem mezi zámkem a kostelem.
Roku 1702 byl vztyčen mariánský sloup od neznámého pražského umělce. V roce 1800 jej sochař Josef Šrajner doplnil o sochy čtyř andělů. V 18. století rovněž zasáhly město požáry (v letech 1768 a 1778). Shořelo 105 a 132 domů, náměstí bylo do značné míry obnovováno, Valdická brána byla roku 1769 zvýšena o čtvrté patro.
Během napoleonských válek žil v jičínském zámku císař František I., který se zde scházel s vyslanci Pruska a Ruska. Roku 1835 vytvořil novopacký sochař Jan Sucharda kašnu se sochou Amfitrité. Když roku 1836 přes Jičín cestoval do Prahy na korunovaci císař Ferdinand V. Dobrotivý, vztyčili na jeho počest měšťané korunovační altán.

### 1848–1918

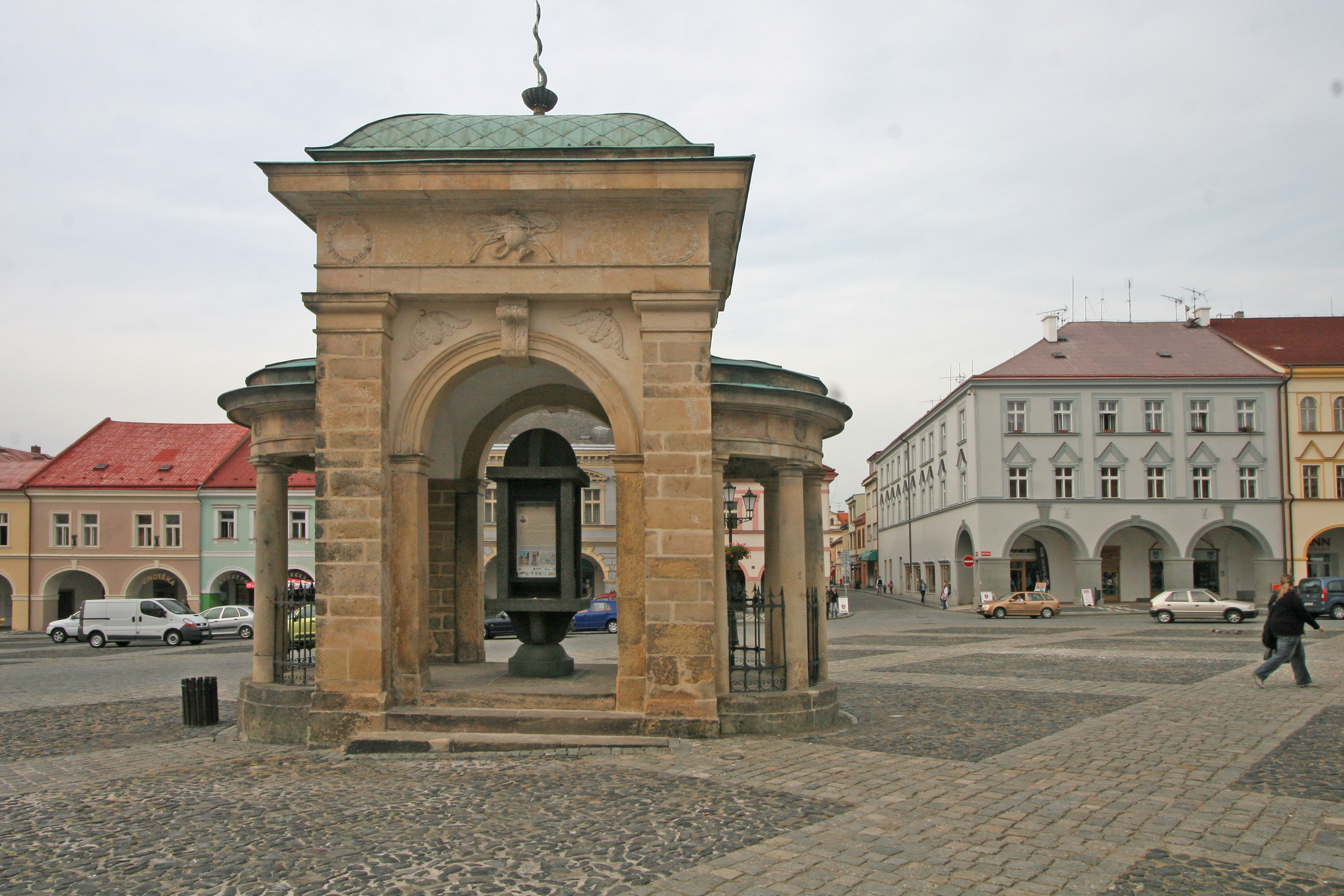
Korunovační kašna z roku 1836

V letech 1848–1918 byl Jičín krajským městem a bouřlivě se rozvíjel. Valdštejnova náměstí se tento rozmach příliš netýkal, Valdická brána však na konci 19. století dostala dnešní ochoz na návrh místního architekta Josefa Oppolzera. Roku 1914 se na náměstí verbovali vojáci, směřující na fronty první světové války.

### 20. století
Ve 20. století bylo náměstí místem konání spontánních akcí během velkých historických událostí – po obou světových válkách i během sametové revoluce. Když se Jičínští dozvěděli 28. října 1918 o vydání Andrássyho nóty a vyhlášení samostatného československého státu v Praze, vypukly lidové oslavy, které se 29. října přesunuly na velké náměstí. Za první republiky se náměstí jmenovalo Masarykovo. Dále bylo obchodním centrem města, konaly se zde i velké výroční trhy. Po obsazení českých zemí vztyčila protektorátní správa na náměstí masivní dřevěný piedestal s říšskou orlicí. Na náměstí lidé vítali příchozí Rudou armádu. V následujících letech pořádali manifestace za vyvlastnění tzv. vesnických boháčů. O čtyřicet let později se zde scházeli lidé, kteří protestovali proti komunistické diktatuře. Když roku 2011 zemřel vůdce této revoluce Václav Havel, stalo se náměstí též místem lidové piety.